# Dixella martinii
Dixella martinii är en tvåvingeart som först beskrevs av Peus 1934.  Dixella martinii ingår i släktet Dixella och familjen u-myggor. Inga underarter finns listade i Catalogue of Life.